# هانس-گئورگ رایمن
هانس-گئورگ رایمن (آلمانی: Hans-Georg Reimann؛ زادهٔ ۲۴ اوت ۱۹۴۱) دونده پیاده‌روی سرعت اهل آلمان بود.